# 안톤 코베르거

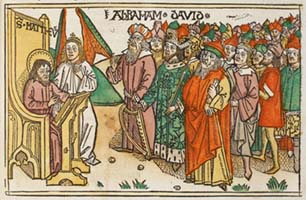
코베르거 성경의 목판화, 1483년

안톤 코베르거(Anton Koberger, 1440년 또는 1445년경~1513년 10월 3일)는 독일의 금세공인이자 인쇄업자, 출판업자로, 인큐나블 시대의 대표작인 《뉘른베르크 연대기》를 인쇄하고 출판했으며, 다른 인쇄업자들의 작품을 판매하는 성공적인 서적상이기도 했다. 그는 1470년에 뉘른베르크 최초의 인쇄소를 설립하였다. 코베르거는 알브레히트 뒤러의 대부였으며, 뒤러의 가족은 그와 같은 거리에서 살았다.

## 생애

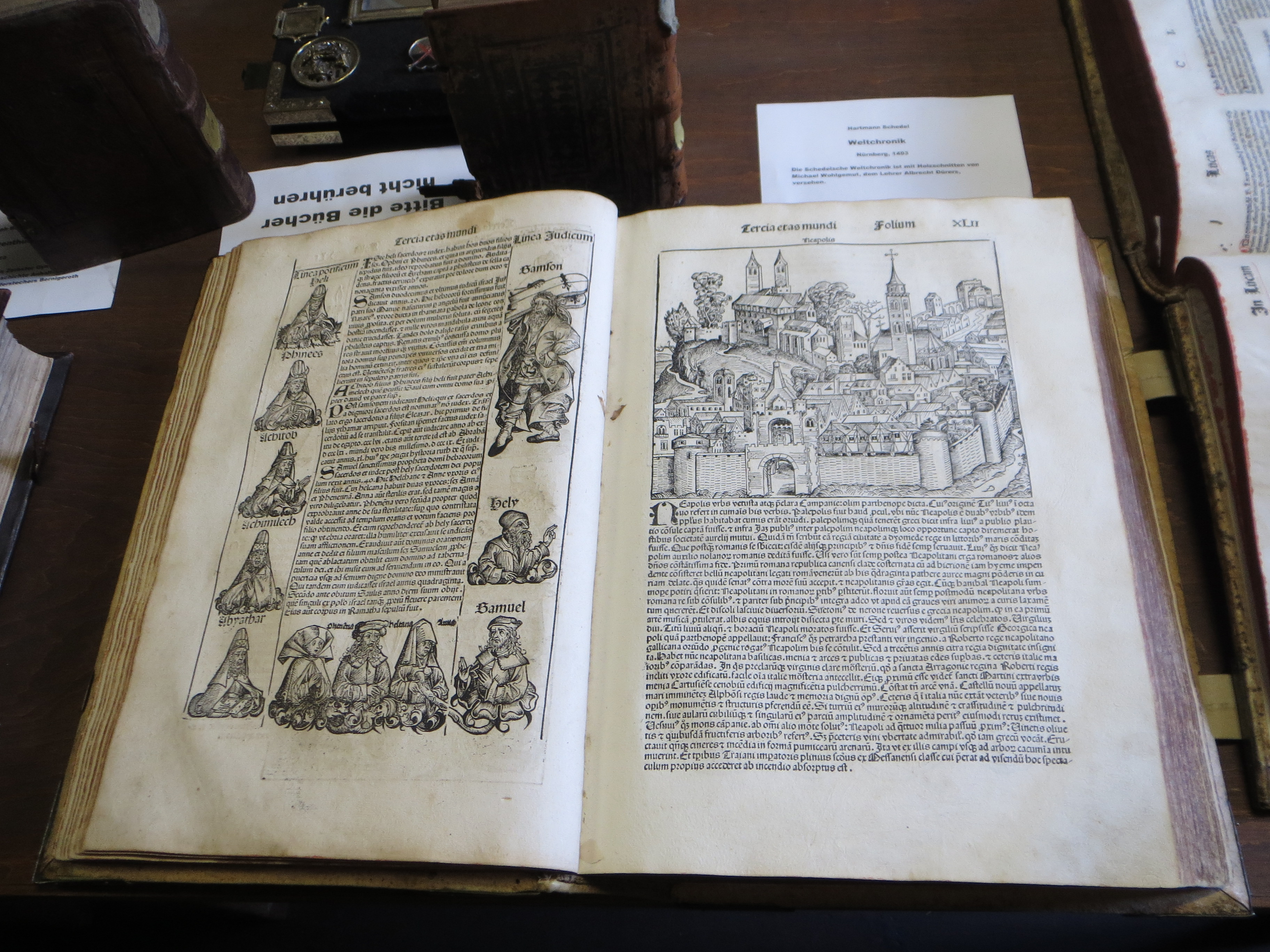
《뉘른베르크 연대기》, 1493년

안톤 코베르거는 1440년에 뉘른베르크의 제빵업 가문에서 태어났으며, 1464년 뉘른베르크 시민 명단에서 처음으로 이름이 확인된다. 1470년에는 부유한 상인의 딸 우르술라 인그람과 결혼했으며, 그녀가 사망한 후에는 1491년에 뉘른베르크 귀족 계층 출신의 마르가레테 홀츠슈허(1470–1539)와 재혼했다. 마르가레테는 시의회 의원 가브리엘 홀츠슈허의 딸로, 뒤에 뒤러가 1526년에 초상화를 그린 그의 친구, 시의회 의원 히에로니무스 홀츠슈허의 사촌이기도 했다.
안톤 코베르거는 가문에서 최초로 인쇄업에 종사한 인물이었다. 대부가 된 뒤러가 태어나기 전 해인 1470년에 그는 금세공 일을 그만두고 인쇄업자이자 출판인으로 전업했다. 그는 곧 독일에서 가장 성공적인 출판인이 되었으며, 경쟁자들을 흡수해 대규모 자본 기업으로 성장했다. 그의 인쇄소는 전성기에는 24대의 인쇄기를 운용하며 동시에 다양한 서적을 인쇄했고, 인쇄공, 식자공, 활자 주조사, 채색사 등 약 100명의 직원을 고용했다. 그는 사업 확장을 위해 영업 사원을 파견하고, 서유럽 전역의 서적상들과 네트워크를 구축했으며, 유럽의 또 다른 인쇄 중심지였던 베네치아를 비롯해 밀라노, 파리, 리옹, 빈, 부다페스트 등과도 연결을 맺었다. 공급망 측면에서도 두 개의 제지소를 확보했으며, 바젤에서는 요한 아메르바흐와 협력하기도 했다.
그는 총 25명의 자녀를 두었고, 그중 13명이 성인이 되었다. 그는 아마도 뒤러에게 《할러 마돈나》를 의뢰했을 것으로 보이는데, 이 작품은 그의 딸 우르술라에게 시집온 젊은 귀족 볼프 할러(Wolf Haller, 할러 폰 할러슈타인 가문 출신)에게 주는 선물이었다. 볼프 할러는 초기에 장인인 코베르거의 사업에 동참하여 영업 활동을 도왔으나, 몇 년 후 불화를 겪고 비엔나로 도망쳤으며, 그곳에서 1505년에 사망했다.
코베르거는 1504년에 인쇄업을 중단하고 출판을 멈췄다. 그는 인쇄 활동 기간 동안 총 220종의 서적을 출판했다. 여러 아들들은 낭비벽이 심하거나 능력이 부족했으며, 서로 불화가 많았던 것으로 보인다. 일부 아들들은 다시 금세공과 보석 세공업에 종사했다. 출판은 중단되었지만, 사업체 자체는 다른 형태로 계속 유지되었다. 마지막으로 알려진 작업은 1540년에 멜히오르 코베르거가 인쇄하고 레온하르트 밀히탈러가 출판한 "보헤미아어 성경"이다.

## 주요 출판물

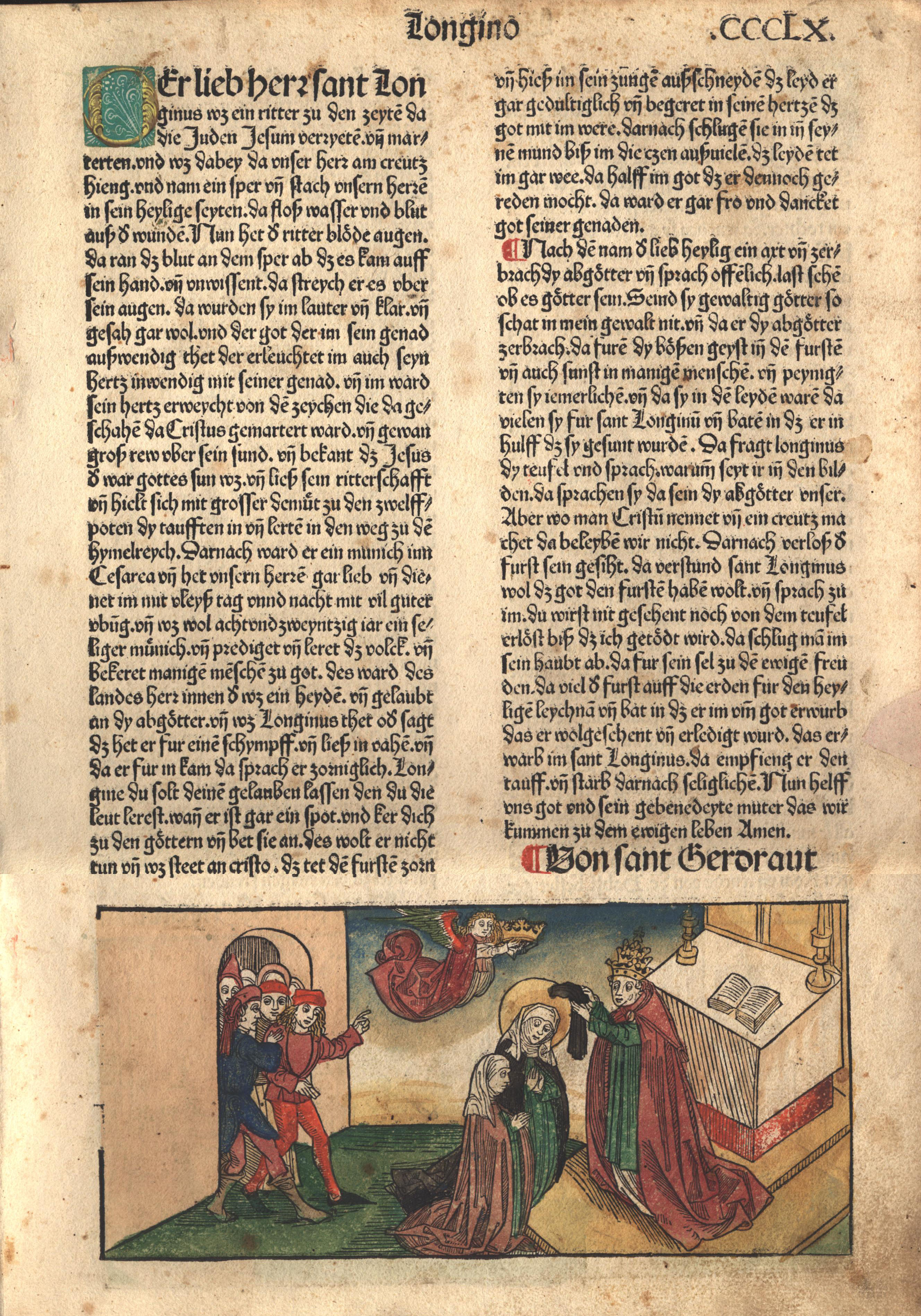
'황금 전설', 1488년 코베르거 인쇄본의 대판 페이지. 성스러운 여성이 성유를 받는 장면으로, 성모 마리아 또는 다른 여성 성인을 묘사한 것으로 보인다.

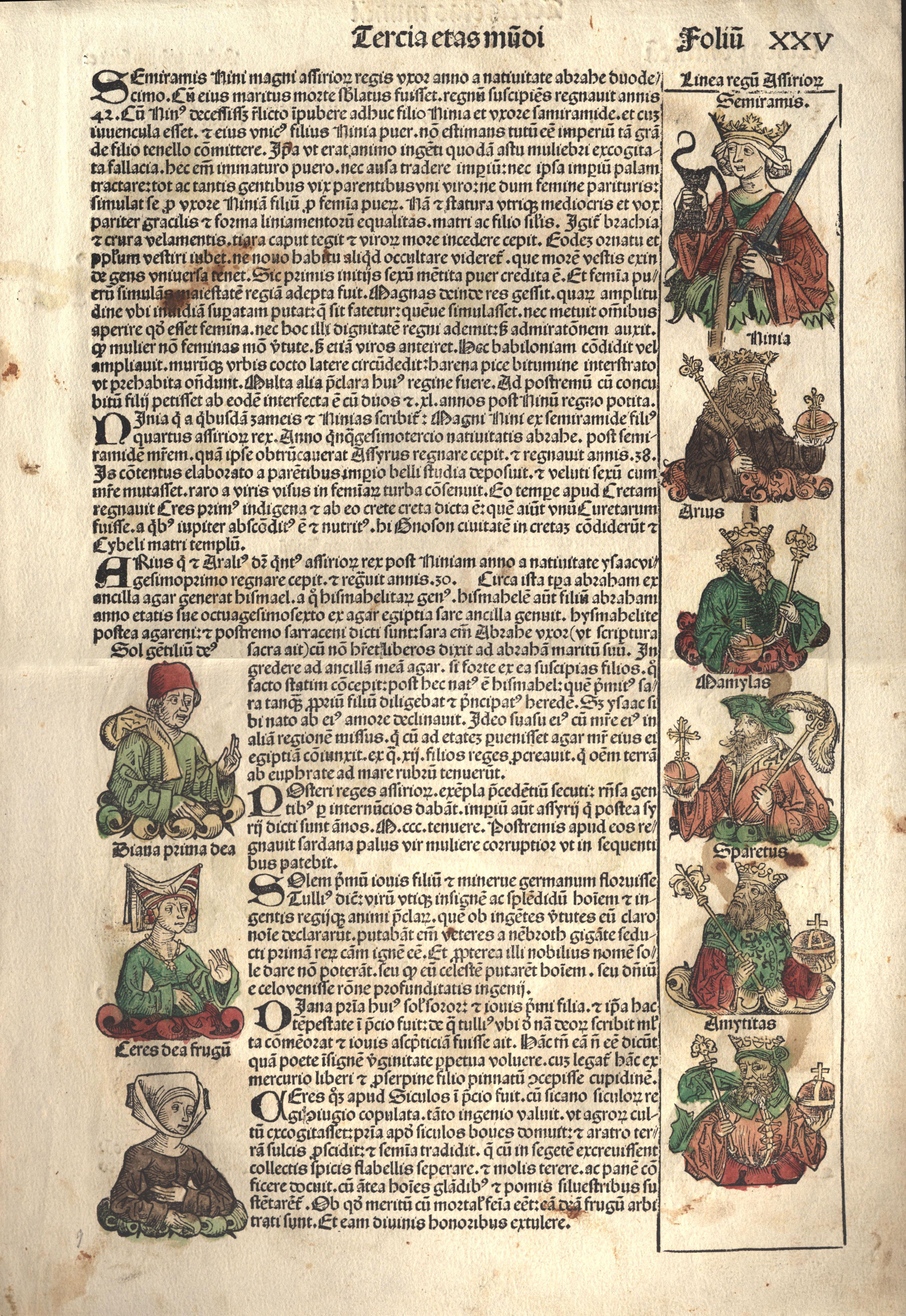
《뉘른베르크 연대기》 중 한 페이지. 코베르거가 1492년경 인쇄한 25번째 장(49쪽)이다.

코베르거가 15세기 후반부터 16세기 초까지 제작한 다양한 출판물 중에서 특히 세 가지가 주목받는다. 그는 1483년에 고지 독일어로 번역된 성경을 인쇄했는데, 이는 뛰어난 목판 삽화들이 실린 판본이었다. 이 본문의 텍스트는 1470년대에 귄터 자이너가 처음으로 인쇄한 독일어 성경을 바탕으로 하고 있다. 흔히 알려진 것과 달리, 마르틴 루터가 16세기 초에 번역한 성경은 최초의 독일어 성경이 아니며, 자이너의 판본이 루터보다 거의 50년 앞선 것이고, 코베르거의 판본도 그 뒤를 이었다. (전해지는 바에 따르면, 루터는 처음에 코베르거의 인쇄소에 자신의 성경 번역본 인쇄를 의뢰했지만 거절당했다. 학자들은 만약 코베르거 인쇄소가 이 제안을 받아들였다면, 1526년 이후에도 사업이 계속 이어졌을 것이라 추정한다.) 그는 또 1488년에는 야코뷔스 데 보라지네의 《황금 전설》 독일어판을 인쇄했으며, 이 책에도 성인과 종교적 주제를 담은 목판화들이 수록되어 있다. 그가 남긴 가장 유명한 출판물은 1492년에 출판된 하르트만 셰델의 《뉘른베르크 연대기》로, 인큐나블 시대(약 1450~1500년)의 서적 중에서 가장 풍부한 삽화를 담은 작품으로 평가받는다. 이 책은 라틴어판과 독일어판 두 가지로 출간되었으며, 대단한 인기를 끌어 당시 최대 규모의 인쇄 수량을 기록한 것으로 여겨진다. 워낙 인기가 많았기 때문에, 코베르거의 판본이 출판되자마자 해적판도 등장하기 시작했다.